# Dex Elmont
Daxenos „Dex“ Richard René Elmont (* 10. Januar 1984 in Rotterdam) ist ein ehemaliger niederländischer Judoka. Er war 2014 Europameister im Leichtgewicht, der Gewichtsklasse bis 73 Kilogramm.

## Karriere
Dex Elmont begann seine Karriere im Halbleichtgewicht, der Gewichtsklasse bis 66 Kilogramm. Bei den U20-Europameisterschaften 2002 erkämpfte er eine Bronzemedaille, 2003 gewann er den Titel. 2005 nahm er erstmals an den Weltmeisterschaften in der Erwachsenenklasse teil und belegte den siebten Platz. 2005 und 2006 war er niederländischer Meister im Halbleichtgewicht. Bei den Europameisterschaften 2007 und 2008 belegte er den fünften Platz. Wenig erfolgreich verlief sein erstes olympisches Turnier 2008 in Peking, als er in seinem zweiten Kampf gegen Taylor Takata aus den Vereinigten Staaten ausschied.
Ende 2008 gewann er den niederländischen Meistertitel im Leichtgewicht, seiner neuen Gewichtsklasse. 2009 und 2010 folgten zwei weitere Titel. Bei den Europameisterschaften 2009 in Tiflis gewann er Silber hinter dem Ukrainer Wolodymyr Soroka. 2010 bei den Weltmeisterschaften in Tokio bezwang er im Halbfinale den Mongolen Saindschargalyn Njam-Otschir, im Finale unterlag er dem Japaner Hiroyuki Akimoto. 2011 belegte er den siebten Platz bei den Europameisterschaften in Istanbul. Bei den Weltmeisterschaften in Paris gewann er das Halbfinale gegen den Franzosen Ugo Legrand, das Finale verlor er gegen den Japaner Riki Nakaya. Im Olympiajahr 2012 gewann er eine Bronzemedaille bei den Europameisterschaften in Tscheljabinsk. Beim olympischen Turnier in London besiegte er im Viertelfinale Ugo Legrand. Nach seiner Halbfinalniederlage gegen Riki Nakaya unterlag er im Kampf um Bronze dem Mongolen Saindschargalyn Njam-Otschir. Elmont belegte den fünften Platz.
2013 gewann Dex Elmont eine Bronzemedaille bei den Weltmeisterschaften in Rio de Janeiro. Nachdem er im Viertelfinale gegen den Japaner Shōhei Ōno verloren hatte, erkämpfte er sich die Medaille in der Hoffnungsrunde mit Siegen über den Slowenen Rok Drakšič und den Mongolen Saindschargalyn Njam-Otschir. Seinen einzigen internationalen Titel gewann Dex Elmont bei den Europameisterschaften in Montpellier durch einen Finalsieg über Ugo Legrand. 2015 belegte er den fünften Platz bei den im Rahmen der Europaspiele ausgetragenen Europameisterschaften. Bei seiner dritten Olympiateilnahme 2016 in Rio de Janeiro schied er im Achtelfinale gegen den Ungarn Miklós Ungvári aus.
2016 trat Dex Elmont vom Leistungssport zurück und konzentrierte sich auf seinen Arztberuf. Dex Elmont ist der Sohn des surinamischen Olympiateilnehmers Ricardo Elmont und der Bruder von Guillaume Elmont.